# Bataille de la forêt de Serebryansky
Invasion de l'Ukraine par la Russie
Batailles
Offensive de Kiev (Jytomyr, Kiev) : 
- 1re Hostomel
- Tchernobyl
- Ivankiv
- Kiev
- 2e Hostomel
- Vassylkiv
- Boutcha
- Irpin
  - Bombardement de réfugiés
- Jytomyr
- Mochtchoun
- Makariv
- Brovary

Offensive du Nord (Tchernihiv, Soumy) :
- Hloukhiv
- Slavoutytch
- Bombardements
- Soumy
- Trostianets
- Tchernihiv
- Okhtyrka
- Lebedyn
- Konotop
- Romny
- Desna
- Escarmouches frontalières

Russie  (Briansk, Belgorod) :
- Incursions en Russie occidentale
  - Oblast de Briansk
  - Oblasts de Belgorod et de Koursk
    - Incursions de 2024

  - Bombardement de Belgorod
- Oblast de Koursk (août 2024)

Campagne de l'Est (Donetsk, Louhansk, Kharkiv)
Kharkiv :
- 1re Kharkiv
  - Tchouhouïv
  - Bombardements : en février
  - en mars
  - en avril
  - du bâtiment administratif
- Izioum
- 2e Kharkiv
  - Balaklia
  - 1re Koupiansk
  - Chevtchenkove
- 3e Kharkiv

Nord du Donbass:
- Starobilsk
- Sloviansk
  - Dovhenke
  - 1re Lyman
  - Sviatohirsk
  - Bohorodychne et Krasnopillia
  - Bombardements : Bilohorivka
  - Kramatorsk
- Sievierodonetsk
  - Kreminna
  - Donets
  - Roubijné
  - Popasna
  - Tochkivka
  - Massacre
- Lyssytchansk
- 2e Kharkiv
  - Balaklia
  - 1re Koupiansk
  - Chevtchenkove
  - 2e Lyman
- Oblast de Louhansk
  - Ligne Svatove-Kreminna
  - Serebryansky
  - 2e Koupiansk

 Centre du Donbass:
- Horlivka
- Popasna
- Svitlodarsk
- Bakhmout
  - Soledar
- Siversk
- Tchassiv Iar
- Toretsk

Sud du Donbass :
- Volnovakha
- Marioupol
  - Bombardements : de l'hôpital
  - du théâtre
  - de l'école d'art
- Pisky
- Vouhledar
  - Pavlivka
- Marïnka
- Contre-offensive de 2023
- Avdiïvka
- Novomykhaïlivka
- Pokrovsk
  - Krasnohorivka
  - Toretsk
- Bombardements :
- Makiïvka
- Donetsk

Campagne du Sud (Mykolaïv, Kherson, Zaporijjia)
- 1re Kherson
- Odessa
- Melitopol
- Mykolaïv
  - Bombardements : à fragmentation
  - du bâtiment administratif
- 1re Berdiansk
- Zaporijjia
- Tchornobaïvka
- Enerhodar
- Voznessensk
- Houliaïpole
- Davydiv Brid
- 2e Berdiansk
- Nova Kakhovka
- 2e Kherson
  - Doudtchany
- Dniepr
- Tchoulakivka
- Contre-offensive de 2023
  - Robotyne

Frappes aériennes dans l'Ouest et le Centre de l'Ukraine
- Lviv (02/2022)
- Vinnytsia (03/2022)
- Yavoriv (03/2022)
- Deliatyne (03/2022)
- Dnipro

Guerre navale
- Île des Serpents (02/2022)
- Moskva (04/2022)

Attaques en Crimée
- Novofedorivka (08/2022)
- Djankoï (08/2022)
- Pont de Crimée (10/2022)
- Base navale de Sébastopol (10/2022)
- Pont de Crimée (07/2023)
- Base navale de Sébastopol (09/2023)

Débordement
- Aéroport de Millerovo
- Sabotages en Russie
- Attaques en Transnistrie
- Sabotage des gazoducs Nord Stream
- Terrain d'entraînement militaire de Soloti
- Explosions en Pologne
- Bases aériennes de Dyagilevo et Engels-2
- Base aérienne de Minsk-Matchoulichtchi
- Crise russo-moldave de 2023
  - Accusations de tentative de coup d'État en Moldavie
- Incident de drone de 2023 en mer Noire
- Rébellion du groupe Wagner

Massacres
- Tchernihiv
- Boutcha
- Borodianka
- Olenivka
- Izioum

La bataille de la forêt de Serebryansky ou bataille de la forêt noire ou encore seconde bataille de Kreminna est une série d'engagements militaires dans la forêt de Serebryansky et de ses environs à proximité de la ville de Kreminna, oblast de Louhansk, lors de l'invasion de l'Ukraine par la Russie. La bataille débute après la contre-offensive de Kharkiv, depuis le 2 octobre 2022. La bataille est marquée par de très violents affrontements en zone forestière et la destruction partielle de la forêt, renommée "forêt noire" par les soldats ukrainiens en raison des conséquences des incendies provoqués par les combats.

## Contexte
À partir d'avril 2022, les forces russes lancent une offensive dans de Donbass. Le 19 avril, les Russes prennent la ville de Kreminna, les troupes ukrainiennes se replient alors au sud de la rivière Donets. La forêt est alors sous contrôle de l'armée russe par laquelle elle tente de traverser la rivière pour s'emparer de Sievierodonetsk en encerclant la ville par le nord-ouest. Après la chute de Lyssytchansk, de violents combats se poursuivent autour du village de Serebrianka pour le contrôle de la ville de Siversk. À partir du 6 septembre, les ukrainiens lancent une contre-offensive qui permet de reprendre Lyman ainsi qu'une large portion de la forêt. Débute alors une longue bataille à l'intérieur de la forêt dont l'enjeu principale est le contrôle de Kreminna qui est devenue un centre logistique pour l’armée russe. Pour The New York Times, Kreminna est pour les ukrainiens, la porte d'entrée pour la libération de deux villes plus grandes à proximité, Sievierodonetsk et Lyssytchansk.

## Forces en présence

### Ukraine
Forces armées ukrainiennes :
- Armée de terre ukrainienne
  -  23e bataillon de fusiliers
  -  45e brigade d'artillerie
  -  63e brigade mécanisée[1] (depuis mai 2023)
  -  67e brigade mécanisée (juin à décembre 2023)
- Force de défense territoriale
  -  100e brigade de défense territoriale[1],[4] (avril 2023 - avril 2024)
  -  125e brigade de défense territoriale (jusqu'en mai 2023)
- Forces d'assaut aérien ukrainiennes
  -  95e brigade d'assaut aérien (jusqu'en juillet 2023)
- Infanterie navale ukrainienne
  -  140e bataillon de reconnaissance (jusqu'en juin 2023)

 Ministère de l'Intérieur :
- Garde nationale de l'Ukraine
  -  1re brigade "Boureviy"[5] (depuis août 2023)
  -  5e brigade de la Garde nationale (jusqu'en août 2023)
  -  12e brigade d'assaut "Azov" (depuis août 2023)
  -  15e régiment (jusqu'en mars 2024)

### Russie
Forces armées russes :
- Forces terrestres russes
  -  2e corps d'armée de la Garde
    -  4e brigade de fusiliers motorisés (janvier - avril 2023)[6]

  -  20e armée combinée
    -  144e division de fusiliers motorisés de la Garde[7]
      - 59e régiment de chars de la Garde[8]
      -  254e régiment de fusiliers motorisés de la Garde
      -  488e régiment de fusiliers motorisés de la Garde

  - 25e armée combinée
    - 67e division de fusiliers motorisés
      - 19e régiment de chars
      - 31e régiment de fusiliers motorisés
      - 36e régiment de fusiliers motorisés

    - 164e brigade de fusiliers motorisés
    - 169e brigade d'assaut

  -  41e armée combinée
    -  90e division de chars de la Garde
      - 80e régiment de chars de la Garde

  - Unités BARS :
    - BARS-13[7]
    - BARS-20
- Forces aéroportées russes
  -  76e division d'assaut aéroportée[7]
    -  104e régiment d'assaut aérien de la Garde
    -  234e régiment d'assaut aéroporté de la Garde
    -  237e régiment d'assaut aéroporté de la Garde
    -  1140e régiment d'artillerie de la Garde

  -  98e division aéroportée de la Garde
    -  331e régiment aéroporté de la Garde[9]

## Déroulement de la bataille

### Progression ukrainienne (octobre 2022 - janvier 2023)
Après la reprise ukrainienne de Lyman ainsi que celle de Yampil et Torske le 2 octobre, les forces ukrainiennes poussent vers les frontières de l'oblast de Kharkiv-Louhansk notamment en direction de Kreminna et Lyssytchansk. L'essentiel des combats se concentrent au nord de la ville entre Terny et Dibrova et au sud à proximité de Bilohorivka. À partir du mois de novembre, la Russie est à l'initiative à Bilohorivka lançant un autre important d'assaut, tandis que la forêt est essentiellement le théâtre de duels d'artillerie, les deux camps ne semblant pas vouloir essayer de percer dans la zone.
À partir de mi-décembre, les combats s'intensifient dans la zone, les Russes passant à l'attaque en direction de Hryhorivka, sans rencontrer de succès,. Le 18 décembre, une vidéo géolocalisée montre les forces ukrainiennes avançant dans la forêt de Serebriansky au sud de Kreminna.
Le 22 décembre, l'ISW note que les forces russes continuent de conduire des contre-attaques limitées afin de regagner les positions perdues. L'État-major général des forces armées ukrainiennes rapporte que leurs forces ont repoussé des assauts vers Plochtchanka (uk) (17km au nord-ouest de Kreminna) et Tchervonopopivka (uk) (6km au nord de Kreminna). L'ISW cite un milblogeur russe qui affirme que l'armée russe conduit des assauts près de Bilohorivka (12km au sud de Kreminna) et dans la direction of Dibrova (5km au sud-ouest de Kreminna, à l'entrée de la forêt. Un autre milblogger russe affirme que les forces ukrainiennes conduisent des opérations de reconnaissance et que les combats s'intensifient au sud de Dibrova (raïon de Sievierodonetsk) (uk).
Durant le mois de janvier, après plusieurs semaines de bataille, les forces ukrainiennes parviennent à atteindre les environs de Kreminna à la lisière de la forêt. Mais par manque de munitions, elles sont forcées de se retirer sur deux kilomètres.

### Offensive russe (janvier 2023 - mai 2024)
À partir de la fin du mois de janvier, les forces russes reprennent l'initiative et passent à l'offensive dans le secteur. Les opérations sont notamment confiées à la 76e division d'assaut aéroportée de la Garde. Le 24 janvier, des BMPT Terminator russes sont aperçus au combat dans la forêt. Le 27 janvier, un bataillon du 331e régiment aéroporté de la 98e division aéroportée de la Garde est engagé au combat près du village de Dibrova.
Le 1er février, le chef de l'oblast de Louhansk, Serhiy Haidaï, déclare que les forces ukrainiennes et russes se livrent à de violents combats près de Kreminna et de Svatove. Un milblogger russe affirme que la 144e division de fusiliers motorisés de la Garde a également repoussé un assaut ukrainien pour avancer vers Kreminna, et qu'ils ciblent les voies d'approvisionnement ukrainiennes dans les forêts à l'ouest de Kreminna. L'état-major général ukrainien rapporte que les forces ukrainiennes ont repoussé les assauts russes près de Yampolivka (16 km à l'ouest de Kreminna). Le 3 février, le 59e régiment de chars parvient à repousser d'un kilomètre les troupes ukrainiennes en direction de Yampolivka. La 76e division et la BARS-13 continuent d'attaquer les positions ukrainiennes dans la forêt qui tiennent bon. Le 21 février 2023, deux T-90M Proryv, chars de dernières générations russes, sont détruits.
La ligne de front devient mouvante, les positions étant perdues puis récupérées régulièrement par les deux bélligérants. A l'été 2023, tandis que les Ukrainiens mènent une contre-offensive dans le sud et à Bakhmout, le secteur est le seul où les forces russes sont encore à l'initiative.
Des images géolocalisées publiées le 20 juin indiquent que les forces ukrainiennes ont détruit un char russe T-80 à l’ouest de Chervonopopivka (6 km au nord-ouest de Kreminna). Le 22 juin, l'état-major général ukrainien signale que les forces ukrainiennes mènent des opérations offensives dans la direction Bilohorivka-Dibrova (à moins de 10 km au sud de Kreminna), et ont obtenu un succès partiel en consolidant de nouvelles lignes. Des responsables militaires ukrainiens évoquent de violents combats au nord-ouest de Dibrova (à 7 km au sud-ouest de Kreminna), près de la zone forestière de Serebrianske (à 11 km au sud de Kreminna) et au nord de Hryhorivka (à 10 km au sud de Kreminna). Le Ministère russe de la Défense affirme que les forces russes ont repoussé cinq attaques ukrainiennes près de Kuzmyne (à 3 km au sud-ouest de Kreminna) et dans la zone forestière de Serebrianske. Les forces russes continuent également à contre-attaquer les positions ukrainiennes près de Kreminna. Un milblogger russe affirme que des éléments de la 76e division d'assaut aérien de la Garde russe (VDV) ont pris une position ukrainienne dans la direction de Kreminna. Des images partagées par un soldat ukrainien indiquent que les forces ukrainiennes font face à des attaques des forces russes Storm-Z, du 80e régiment de chars de la Garde et des forces Akhmat dans la forêt de Serebrianske.
En juillet 2023, le journal Le Monde estime que les troupes ukrainiennes sont "dépassées en nombre et en puissance de feu dans la zone". Les troupes russes profitent des chaleurs estivales pour tirer des bombes au phosphore qui déclenche des incendies dans le forêt.
Le 14 octobre, l'ISW note le déploiement de la 25e armée combinée et du 331e régiment aéroporté de la Garde. Le 30 octobre, des images géolocalisées publiées indiquent que les troupes russes ont avancé marginalement vers Torske.

### Reprise de l'iniative ukrainienne (depuis mai 2024)
À partir du mois de mai, les forces ukrainiennes reprennent l'initiative dans le secteur.